# Gabú
Gabú je největší město na západě Guineje-Bissau a hlavní město stejnojmenného regionu. Ve městě, které je domovem mnoha Fulbů, žije 37 525 obyvatel. Gabú je centrum obchodu s Guinejí a Senegalem. Před získáním nezávislosti země, se město nazývalo "Nova Lamego".